# Tim Clancy
Tim Clancy (Trim, 8 giugno 1984) è un allenatore di calcio ed ex calciatore irlandese, di ruolo difensore.

## Palmarès

### Giocatore

#### Competizioni nazionali
- Coppa di Scozia: 1

St. Johnstone: 2013-2014

### Allenatore

#### Competizioni nazionali
- First Division: 2

Drogheda United: 2020
Cork City: 2024